# Ліповець (Нижньосілезьке воєводство)
Ліповець (пол. Lipowiec) — село в Польщі, у гміні Нехлюв Ґуровського повіту Нижньосілезького воєводства.
Населення — 106 осіб (2011).
У 1975-1998 роках село належало до Лешненського воєводства.

## Демографія
Демографічна структура станом на 31 березня 2011 року:
|          | Загалом | Допрацездатний вік | Працездатний вік | Постпрацездатний вік |
| -------- | ------- | ------------------ | ---------------- | -------------------- |
| Чоловіки | 56      | 16                 | 34               | 6                    |
| Жінки    | 50      | 13                 | 25               | 12                   |
| Разом    | 106     | 29                 | 59               | 18                   |